# Лудвиг II фон Лихтенберг
Лудвиг II фон Лихтенберг (на немски: Ludwig II von Lichtenberg; * ок.1230/пр. 1249, Лихтенберг, † 1271) от фамилията на господарите на Лихтенберг, е фогт в Страсбург и фогт на Долен Елзас.

## Произход и наследство
Той е най-малкият син на Лудвиг I фон Лихтенберг († 1250/1252), господар на Лихтенберг и фогт в Нойвайлер в Елзас, и първата му съпруга Елизабет († 1271). Брат е на Конрад III († 1299), от 1273 г. епископ на Страсбург, на Фридрих I († 1306), от 1299 г. епископ на Страсбург, и на Хайнрих II († 1271), фогт в Елзас.
През 1271 г., след смъртта на баща му Лудвиг I, става първото разделяне на собствеността, обаче реално подялбата е през 1330 г.

## Фамилия
Лудвиг II се жени преди декември 1253 г. за маркграфиня Елизабет фон Баден (* ок. 1230; † ок. 20 март 1266), вдовица на граф Еберхард V фон Еберщайн († 1253), дъщеря на маркграф Херман V фон Баден († 1243) и пфалцграфиня Ирменгард Саксонска при Рейн († 1260), внучка на херцог Хайнрих Лъв († 1195). Те имат децата:
- Рудолф († сл. 1273), фогт на Страсбург, женен пр. 1270 г. за Катарина фон Клинген († 1291)
- Хайнрих († сл.18 август 1290), архдякон в Страсбург, катедрален певец в Страсбург (1287)
- Зигебодо († 12 януари 1314), от 1302 г. епископ на Шпайер
- Йохан I фон Лихтенберг Стари (* ок. 1254; † 22 август 1315), господар на Ворт, фогт в Елзас, женен пр. 2 април 1295 г. за графиня Аделхайд фон Верденберг (1315 – 1343)